# 杂质半导体
杂质半导体（英語：extrinsic semiconductor）又称外质半导体、非本征半导体，是掺杂了杂质的半导体，即在本征半导体中加入掺杂物，使得其电学性质较无杂质半导体发生了改变，其电荷载流子浓度取决于杂质或其他缺陷。
杂质半导体一般分为含n型或p型的杂质，在一定条件下（例如加热），可迫使其标准状态产生新的电子带或电子间隙，分别称为n型半导体与p型半导体。

### n型半导体
n型半导体（n-type semiconductor）又称电子型半导体，因掺有“施主杂质”使其原子的电子密度与空穴密度不平衡，导电的电子密度超过流动的空穴密度（产生超额的电子），导电性则由这些多数载流子为带负电荷的电子来决定。
概而言之，就是在纯净晶体的半导体（本征半导体，如硅晶体或锗晶体）中，掺入少量的五价元素杂质（如磷、锑、砷），由于半导体原子（如硅原子）被杂质原子取代，五价元素的杂质（以磷为例）会和纯半导体作用，磷原子的五个外层电子中的四个与周围的半导体原子形成共价键，多出的一个电子几乎不受束缚，较易成为自由电子。于是，n型半导体就成为了含自由电子浓度较高的半导体，其导电性主要是因为自由电子导电。

### p型半导体
p型半导体（p-type semiconductor）又称空穴型半导体，因掺有“受主杂质”使其原子的电子密度与空穴密度不平衡，流动的空穴密度超过导电的电子密度，导电性则由这些多数载流子为带正电荷的空穴（电洞）来决定。
概而言之，就是在纯净晶体的半导体（本征半导体，如硅晶体或锗晶体）中，掺入少量的三价元素杂质（如硼、铝、镓、铟），由于半导体原子（如硅原子）被杂质原子取代，三价元素的杂质（以硼为例）会和纯半导体作用，硼原子的三个外层电子与周围的半导体原子形成共价键的时候，会产生一个“空穴”（电洞），这个空穴可能吸引束缚电子来“填充”，使得硼原子成为带负电的离子。这样，这类半导体由于含有较高浓度的“空穴”（“相当于”正电荷），成为能够导电的物质。

## 掺杂
若在純矽中摻雜（doping）少許的施子（即五價原子，最外層有5個電子的原子）如磷、砷、銻，施子的一個價電子就會成為自由電子，如此形成n型半導體，自由電子為n型半導體中導電的主要載子（多數載子）。
若在純矽中摻雜少許的受子（即三價原子，最外層有3個電子的原子）如硼、鋁、鎵、銦，就少了1個電子，而形成一個電洞（Hole，或稱電孔），如此形成p型半導體，電孔為p型半導體中導電的主要載子（多數載子）。
因摻雜前的本質半導體與雜質皆為電中性，摻雜後的外質半導體也為電中性。